# Brathay
Brathay je rijeka na sjeverozapadu Engleske koja se ulijeva u jezero Elter Water. 
Rijeka izvire na visini 393m na planinskom prijelazu Wrynose, te se ulijeva u jezero na 57m iznad morske razine. 